# Lipniak (powiat olsztyński)
Lipniak (niem. Lippnak) – osada w Polsce położona w województwie warmińsko-mazurskim, w powiecie olsztyńskim, w gminie Dywity.
W latach 1975–1998 miejscowość administracyjnie należała do województwa olsztyńskiego. Miejscowość znajduje się w historycznym regionie Warmia.